# Calcio Femminile Florentia 2018-2019
Questa voce raccoglie le informazioni riguardanti il Calcio Femminile Florentia Società Sportiva Dilettantistica nelle competizioni ufficiali della stagione 2018-2019.

## Stagione
Il Florentia prende il via della stagione 2018-2019, come neopromossa, in Serie A. La squadra dalla sua fondazione nel 2015 ha vinto tutti i campionati inferiori partendo dalla Serie D.

## Divise e sponsor
Con la prima stagione nel livello di vertice del campionato italiano cambia la colorazione della tenuta di gioco, coerentemente con la nuova grafica del logo societario che integra il blu nei colori sociali della squadra, il bianco e il rosso. Di conseguenza la prima tenuta mantiene la grafica della stagione precedente ma con il blu al posto del rosso, rimanendo quella passata stagione come opzione della seconda tenuta. Lo sponsor tecnico e fornitore dell'abbigliamento sportivo è Macron.
| Casa | Trasferta | Terza divisa |

## Organigramma societario
- Allenatore: Stefano Carobbi
- Allenatore in seconda: Roberto Schiumarini
- Collaboratore tecnico: Filippo Riggio
- Responsabile preparazione atletica: Matteo Levi
- Preparatore atletico: Alessio Risani
- Preparatore dei portieri: Francesco De Maldè
- Responsabile Area medica e fisioterapica: Luca Gatteschi
- Match analyst: Leonardo Maleci

### Rosa 2018-2019
Rosa, ruoli e numero di maglia come da sito ufficiale
| N. |                    | Ruolo | Calciatrice               |
| -- | ------------------ | ----- | ------------------------- |
| 1  | Italia (bandiera)  | P     | Alice Valgimigli          |
| 6  | Italia (bandiera)  | D     | Serena Ceci               |
| 7  | Italia (bandiera)  | A     | Chiara Abati              |
| 8  | Italia (bandiera)  | C     | Irene Lotti               |
| 9  | Italia (bandiera)  | A     | Deborah Salvatori Rinaldi |
| 10 | Italia (bandiera)  | A     | Alessandra Nencioni       |
| 11 | Svezia (bandiera)  | A     | Jenny Hjohlman            |
| 13 | Irlanda (bandiera) | A     | Stephanie Roche           |
| 14 | Italia (bandiera)  | C     | Giulia Domenichetti       |
| 15 | Albania (bandiera) | C     | Alma Hilaj                |
| 16 | Italia (bandiera)  | P     | Ilaria Leoni              |
| 17 | Italia (bandiera)  | A     | Giada Gnisci              |
| 18 | Italia (bandiera)  | A     | Danila Zazzera            |
| 19 | Italia (bandiera)  | D     | Elisabetta Tona (cap.)    |
| 20 | Albania (bandiera) | C     | Boralda Aliaj             |

| N. |                        | Ruolo | Calciatrice           |
| -- | ---------------------- | ----- | --------------------- |
| 21 | Italia (bandiera)      | A     | Isotta Nocchi         |
| 22 | Italia (bandiera)      | A     | Melissa Toomey        |
| 23 | Afghanistan (bandiera) | C     | Hailai Arghandiwal    |
| 24 | Italia (bandiera)      | P     | Rachele Baldi         |
| 25 | Italia (bandiera)      | C     | Evelyn Vicchiarello   |
| 28 | Italia (bandiera)      | D     | Michela Rodella       |
| 31 | Italia (bandiera)      | P     | Chiara Marchitelli    |
| 32 | Germania (bandiera)    | D     | Tamar Dongus          |
| 33 | Italia (bandiera)      | D     | Ginevra Costantino    |
| 71 | Italia (bandiera)      | A     | Giulia Ferrandi       |
| 85 | Italia (bandiera)      | D     | Maria Luisa Filangeri |
| 87 | Italia (bandiera)      | C     | Giulia Orlandi        |
| 93 | Irlanda (bandiera)     | C     | Lois Roche            |
|    | Italia (bandiera)      | D     | Anna Baroni           |
|    | Italia (bandiera)      | C     | Caterina Campagni     |

## Calciomercato

### Sessione estiva
| Acquisti | Acquisti                  | Acquisti     | Acquisti   |
| R.       | Nome                      | da           | Modalità   |
| -------- | ------------------------- | ------------ | ---------- |
| P        | Rachele Baldi             | Empoli       | definitivo |
| P        | Chiara Marchitelli        | Brescia      | definitivo |
| D        | Ginevra Costantino        | San Zaccaria | definitivo |
| D        | Tamar Dongus              | Hoffenheim   | definitivo |
| D        | Maria Luisa Filangeri     | Empoli       | definitivo |
| C        | Giulia Domenichetti       | Pescara      | definitivo |
| C        | Giulia Orlandi            | Fiorentina   | definitivo |
| A        | Stephanie Roche           | Sunderland   | definitivo |
| A        | Deborah Salvatori Rinaldi | Espanyol     | definitivo |
| A        | Danila Zazzera            | Fiorentina   | prestito   |

| Cessioni | Cessioni           | Cessioni           | Cessioni      |
| R.       | Nome               | a                  | Modalità      |
| -------- | ------------------ | ------------------ | ------------- |
| D        | Anna Baroni        |                    | svincolata    |
| D        | Ilaria Bonaiuti    |                    | svincolata    |
| D        | Ginevra Valgimigli | Aquila Montevarchi | svincolata    |
| C        | Irene Mazzella     | Empoli             | svincolata    |
| C        | Serena Pecchia     |                    | svincolata    |
| A        | Costanza Mascilli  | San Miniato        | in prestito   |
| A        | Isotta Nocchi      | Fiorentina         | fine prestito |
| A        | Matilde Pompignoli | G. G. Monsummano   | in prestito   |

### Sessione invernale
| Acquisti | Acquisti           | Acquisti   | Acquisti   |
| R.       | Nome               | da         | Modalità   |
| -------- | ------------------ | ---------- | ---------- |
| C        | Hailai Arghandiwal |            | definitivo |
| A        | Isotta Nocchi      | Fiorentina | prestito   |

| Cessioni | Cessioni       | Cessioni   | Cessioni      |
| R.       | Nome           | a          | Modalità      |
| -------- | -------------- | ---------- | ------------- |
| D        | Anna Baroni    |            | definitivo    |
| A        | Danila Zazzera | Fiorentina | fine prestito |

## Risultati

### Serie A

#### Girone di andata
| Arbitro: | Francesco Croce (Novara) |

|                      |           |                      |
| Dupuy 43’ Pasini 64’ | Marcatori | 23’ Zazzera 38’ Tona |

| Arbitro: | Andrea Ancora (Roma) |

|  |           |                                      |
|  | Marcatori | 27’, 51’ Bonansea 65’ (rig.) Cernoia |

| Arbitro: | Andrea Bianchini (Perugia) |

|                            |           |                 |
| Salvatori Rinaldi 60’, 69’ | Marcatori | 31’ (rig.) Boni |

| Arbitro: | Luca Baldelli (Reggio Emilia) |

|  |           |                                 |
|  | Marcatori | 1’ Tona 65’ (rig.) Vicchiarello |

| Arbitro: | Gabriele Scatena (Avezzano) |

|                         |           |                             |
| Vicchiarello 84’ (rig.) | Marcatori | 45’ Ciccotti 65’ Bonfantini |

| Arbitro: | Marco Porcheddu (Oristano) |

|                     |           |                                  |
| Stracchi 72’ (rig.) | Marcatori | 20’ Dongus 37’ Salvatori Rinaldi |

| Arbitro: | Igor Yury Paolucci (Lanciano) |

|                       |           |                 |
| Salvatori Rinaldi 86’ | Marcatori | 69’ Bergamaschi |

| Arbitro: | Claudio Campobasso (Formia) |

|  |           |                            |
|  | Marcatori | 42’, 50’ Salvatori Rinaldi |

| Arbitro: | Ivan Catallo (Frosinone) |

|  |           |                                      |
|  | Marcatori | 36’, 38’ Clelland 44’ (aut.) Rodella |

| Arbitro: | Valentina Finzi (Foligno) |

|  |           |              |
|  | Marcatori | 76’ L. Roche |

| Arbitro: | Nana Frank Tchato Loic (Aprilia) |

|                                        |           |                                   |
| Salvatori Rinaldi 40’ Vicchiarello 75’ | Marcatori | 27’ Eržen 48’ Kollanen 50’ Frizza |

#### Girone di ritorno
| Arbitro: | Giorgio Vergaro (Bari) |

|                                        |           |            |
| Tona 5’ Nocchi 8’ Meneghini 48’ (aut.) | Marcatori | 66’ Bardin |

| Arbitro: | Salvatore Morabito (Taurianova) |

|                                                    |           |  |
| Dongus 11’ (aut.) Girelli 86’ Cernoia 90+1’ (rig.) | Marcatori |  |

| Arbitro: | Mattia Caldera (Como) |

|                                                     |           |  |
| Pirone 11’, 76’ Tarenzi 39’, 53’ De. Mascanzoni 87’ | Marcatori |  |

| Arbitro: | Giorgio Vergaro (Bari) |

|                                                      |           |                     |
| Vicchiarello 26’ Filangeri 37’ Salvatori Rinaldi 77’ | Marcatori | 21’ (rig.) L. Merli |

| Arbitro: | Simone Taricone (Perugia) |

|                                            |           |            |
| Swaby 15’ Bernauer 57’ Piemonte 88’ (rig.) | Marcatori | 66’ Nocchi |

| Arbitro: | Mattia Ubaldi (Roma) |

|  |           |                            |
|  | Marcatori | 32’ Martinovic 39’ Caccamo |

| Arbitro: | Luca Bergamin (Castelfranco Veneto) |

|                    |           |  |
| Rodella 52’ (aut.) | Marcatori |  |

| Arbitro: | Franck Loic Nana Tchato (Aprilia) |

|                                       |           |  |
| Salvatori Rinaldi 29’, 80’ Nocchi 37’ | Marcatori |  |

| Arbitro: | Marco Sicurello (Seregno) |

|                                              |           |                 |
| Vigilucci 5’ Jaques 15’ Guagni 35’ Mauro 79’ | Marcatori | 13’, 22’ Nocchi |

| Arbitro: | Luca De Angeli (Milano) |

|           |           |              |
| Nocchi 7’ | Marcatori | 38’ Iannella |

| Arbitro: | Andrea Calzavara (Varese) |

|                  |           |                                                       |
| Zuliani 15’, 72’ | Marcatori | 62’ Gnisci 90+1’ Salvatori Rinaldi 90+3’ Domenichetti |

### Coppa Italia
| Arbitro: | Madonia (Palermo) |

|                       |           |                       |
| Salvatori Rinaldi 16’ | Marcatori | 14’ Mauro 37’ Bonetti |

## Statistiche

### Statistiche di squadra
| Competizione | Punti | In casa | In casa | In casa | In casa | In casa | In casa | In trasferta | In trasferta | In trasferta | In trasferta | In trasferta | In trasferta | Totale | Totale | Totale | Totale | Totale | Totale | DR |
| Competizione | Punti | G       | V       | N       | P       | Gf      | Gs      | G            | V            | N            | P            | Gf           | Gs           | G      | V      | N      | P      | Gf     | Gs     | DR |
| ------------ | ----- | ------- | ------- | ------- | ------- | ------- | ------- | ------------ | ------------ | ------------ | ------------ | ------------ | ------------ | ------ | ------ | ------ | ------ | ------ | ------ | -- |
| Serie A      | 30    | 11      | 4       | 2       | 5       | 16      | 18      | 11           | 5            | 1            | 5            | 15           | 21           | 22     | 9      | 3      | 10     | 31     | 39     | -8 |
| Coppa Italia | -     | 1       | 0       | 0       | 1       | 1       | 2       | 0            | 0            | 0            | 0            | 0            | 0            | 1      | 0      | 0      | 1      | 1      | 2      | -1 |
| Totale       | -     | 12      | 4       | 2       | 6       | 17      | 20      | 11           | 5            | 1            | 5            | 15           | 21           | 23     | 9      | 3      | 11     | 32     | 41     | -9 |

### Andamento in campionato
| Giornata  | 1 | 2 | 3 | 4 | 5 | 6 | 7 | 8 | 9 | 10 | 11 | 12 | 13 | 14 | 15 | 16 | 17 | 18 | 19 | 20 | 21 | 22 |
| --------- | - | - | - | - | - | - | - | - | - | -- | -- | -- | -- | -- | -- | -- | -- | -- | -- | -- | -- | -- |
| Luogo     | T | C | C | T | C | T | C | T | C | T  | C  | C  | T  | T  | C  | T  | C  | T  | C  | T  | C  | T  |
| Risultato | N | P | V | V | P | V | N | V | P | V  | P  | V  | P  | P  | V  | P  | P  | P  | V  | P  | N  | V  |
| Posizione | 6 | 6 | 4 | 4 | 5 | 5 | 5 | 5 | 5 | 4  | 6  | 4  | 5  | 5  | 5  | 5  | 5  | 6  | 6  | 7  | 7  | 7  |

Legenda:

Luogo: C = Casa; T = Trasferta. Risultato: V = Vittoria; N = Pareggio; P = Sconfitta.

### Statistiche delle giocatrici
| Giocatore            | Serie A  | Serie A | Serie A     | Serie A    | Coppa Italia | Coppa Italia | Coppa Italia | Coppa Italia | Totale   | Totale | Totale      | Totale     |
| Giocatore            | Presenze | Reti    | Ammonizioni | Espulsioni | Presenze     | Reti         | Ammonizioni  | Espulsioni   | Presenze | Reti   | Ammonizioni | Espulsioni |
| -------------------- | -------- | ------- | ----------- | ---------- | ------------ | ------------ | ------------ | ------------ | -------- | ------ | ----------- | ---------- |
| C. Abati             | 1        | 0       | 0           | 0          | -            | -            | -            | -            | 1        | 0      | 0           | 0          |
| B. Aliaj             | 3        | 0       | 0           | 0          | -            | -            | -            | -            | 3        | 0      | 0           | 0          |
| H. Arghandiwal       | 1        | 0       | 0           | 0          | 0            | 0            | 0            | 0            | 1        | 0      | 0           | 0          |
| R. Baldi             | 11       | -19     | 0           | 0          | 0            | 0            | 0            | 0            | 11       | -19    | 0           | 0          |
| A. Baroni            | -        | -       | -           | -          | -            | -            | -            | -            | -        | -      | -           | -          |
| C. Campagni          | 0        | 0       | 0           | 0          | -            | -            | -            | -            | 0        | 0      | 0           | 0          |
| S. Ceci              | 15       | 0       | 3           | 2          | 1            | 0            | 2            | 1            | 16       | 0      | 5           | 3          |
| G. Costantino        | 2        | 0       | 0           | 0          | -            | -            | -            | -            | 2        | 0      | 0           | 0          |
| G. Domenichetti      | 17       | 1       | 1           | 0          | 1            | 0            | 0            | 0            | 18       | 1      | 1           | 0          |
| T. Dongus            | 18       | 1       | 1           | 0          | -            | -            | -            | -            | 18       | 1      | 1           | 0          |
| G. Ferrandi          | 16       | 0       | 0           | 0          | 1            | 0            | 1            | 0            | 17       | 0      | 1           | 0          |
| M. Filangeri         | 11       | 1       | 3           | 1          | 1            | 0            | 0            | 0            | 12       | 1      | 3           | 1          |
| G. Gnisci            | 9        | 1       | 0           | 0          | 1            | 0            | 0            | 0            | 10       | 1      | 0           | 0          |
| A. Hilaj             | 6        | 0       | 1           | 0          | -            | -            | -            | -            | 6        | 0      | 1           | 0          |
| J. Hjohlman          | 17       | 0       | 0           | 0          | 1            | 0            | 0            | 0            | 18       | 0      | 0           | 0          |
| I. Leoni             | 1        | -2      | 0           | 0          | -            | -            | -            | -            | 1        | -2     | 0           | 0          |
| I. Lotti             | 12       | 0       | 0           | 0          | 0            | 0            | 0            | 0            | 12       | 0      | 0           | 0          |
| C. Marchitelli       | 10       | -18     | 0           | 0          | 1            | -2           | 0            | 0            | 11       | -20    | 0           | 0          |
| A. Nencioni          | 10       | 0       | 0           | 0          | 0            | 0            | 0            | 0            | 10       | 0      | 0           | 0          |
| I. Nocchi            | 13       | 6       | 1           | 0          | -            | -            | -            | -            | 13       | 6      | 1           | 0          |
| G. Orlandi           | 18       | 0       | 4           | 0          | 1            | 0            | 0            | 0            | 19       | 0      | 4           | 0          |
| L. Roche             | 17       | 1       | 1           | 0          | 1            | 0            | 0            | 0            | 18       | 1      | 1           | 0          |
| S. Roche             | 4        | 0       | 0           | 0          | -            | -            | -            | -            | 4        | 0      | 0           | 0          |
| M. Rodella           | 18       | 0       | 5           | 0          | 1            | 0            | 0            | 0            | 19       | 0      | 5           | 0          |
| D. Salvatori Rinaldi | 21       | 11      | 0           | 0          | 1            | 1            | 1            | 0            | 22       | 12     | 1           | 0          |
| E. Tona              | 18       | 3       | 1           | 0          | 1            | 0            | 0            | 0            | 19       | 3      | 1           | 0          |
| M. Toomey            | 4        | 0       | 1           | 0          | -            | -            | -            | -            | 4        | 0      | 1           | 0          |
| A. Valgimigli        | 0        | 0       | 0           | 0          | -            | -            | -            | -            | 0        | 0      | 0           | 0          |
| E. Vicchiarello      | 22       | 4       | 2           | 0          | 1            | 0            | 0            | 0            | 23       | 4      | 2           | 0          |
| D. Zazzera           | 9        | 1       | 1           | 0          | 1            | 0            | 0            | 0            | 10       | 1      | 1           | 0          |